# Пишляй
Пишляй — река в России, протекает в Атюрьевском районе Республики Мордовия. Правый приток Яваса.

## География
Река Пишляй берёт начало у села Мордовская Козловка. Течёт в южном направлении. Устье реки находится ниже села Нижний Пишляй в 53 км по правому берегу реки Явас. Длина реки составляет 12 км. 

## Данные водного реестра
По данным государственного водного реестра России относится к Окскому бассейновому округу, водохозяйственный участок реки — Мокша от водомерного поста города Темников и до устья, без реки Цна, речной подбассейн реки — Мокша. Речной бассейн реки — Ока.
По данным геоинформационной системы водохозяйственного районирования территории РФ, подготовленной Федеральным агентством водных ресурсов:
- Код водного объекта в государственном водном реестре — 09010200412110000028586
- Код по гидрологической изученности (ГИ) — 110002858
- Код бассейна — 09.01.02.004
- Номер тома по ГИ — 10
- Выпуск по ГИ — 0